# جشنواره بین‌المللی فیلم زردآلوی طلایی ایروان
جشنواره بین‌المللی فیلم زردآلوی طلایی ایروان (ارمنی: «Ոսկե Ծիրան» Երևանի միջազգային կինոփառատոն) یک جشنواره فیلم سالانه است که در ایروان ارمنستان برگزار می‌شود
این جشنواره در سال ۲۰۰۴ از همکاری بنیاد «زردآلوی طلایی»، انجمن منتقدان فیلم ارمنستان و ژورنالیست‌های سینمایی به وجود آمد. بعدتر مورد حمایت وزارت امور خارجه و وزارت فرهنگ ارمنستان قرار گرفت. هدف این جشنواره نمایش فیلم‌های جدیدی است که به تهیه‌کنندگی یا کارگردانی ارمنیان یا افراد با تبار ارمنی در ارمنستان و خارج از آن کشور به وجود آمده‌اند تا خلاقیت و اصالت گسترش شود.

## برندگان زردآلوی طلایی
| سال  | فیلم                | تهیه‌کننده              | کشور                   |
| ---- | ------------------- | ---------------------- | ---------------------- |
| ۲۰۰۴ | آرارات              | آتوم اگویان            | کانادا                 |
| ۲۰۰۵ | خورشید              | الکساندر سوکوروف       | روسیه/ ایتالیا/ فرانسه |
| ۲۰۰۶ | سه دوران            | هو شیائو-شین           | تایوان/ فرانسه         |
| ۲۰۰۷ | واردات/صادرات       | اولریش زایدل           | اتریش                  |
| ۲۰۰۸ | پری دریایی          | آنا ملیکیان            | روسیه                  |
| ۲۰۰۹ | ساحل دیگر           | گیورگی اواشویلی        | گرجستان/ قزاقستان      |
| ۲۰۱۰ | کیهان               | رها اردم               | ترکیه/ بلغارستان       |
| ۲۰۱۱ | جدایی نادر از سیمین | اصغر فرهادی            | ایران                  |
| ۲۰۱۲ | در مه               | سرگئی لوزنیتسا         | روسیه                  |
| ۲۰۱۳ | دایره‌ها             | سرجان گلوبوویچ         | صربستان                |
| ۲۰۱۴ | قبیله               | میروسلاو اسلابوشپیتسکی | اوکراین                |
| ۲۰۱۵ | آغوش ابلیس          | سیرو گرا               | کلمبیا                 |
| ۲۰۱۶ | Ungiven             | برانکو اشمیت           | کرواسی                 |

## جوایز

### جوایز جشنواره بین‌المللی فیلم زردآلوی طلایی ایروان ۲۰۰۴
| رده                             | جایزه                                                     | فیلم                                                  | کارگردان            | کشور     |
| ------------------------------- | --------------------------------------------------------- | ----------------------------------------------------- | ------------------- | -------- |
| بخش رقابتی فیلم بلند بین‌المللی  | زردآلوی طلایی برای بهترین فیلم سینمایی                    | آرارات                                                | آتوم اگویان         | کانادا   |
| بخش رقابتی فیلم مستند بین‌المللی | زردآلوی طلایی برای بهترین فیلم مستند                      | Tale About Pegasus (ارمنی: Հեքիաթ թեվավոր ձիու մասին) | آرمن خاچاتریان      | ارمنستان |
| بخش رقابتی فیلم کوتاه           | زردآلوی طلایی برای بهترین فیلم کوتاه                      | Je m'appelle                                          | Stéphane Elmadjian  | فرانسه   |
| فیلم تجربی و پویانمایی          | زردآلوی طلایی برای بهترین فیلم ارمنی                      | Freedub 1                                             | Stéphane Elmadjian  | فرانسه   |
| جایزه ویژه هیئت داوران          | جایزه ویژه هیئت داوران برای بهترین فیلم بلند سینمایی      | A Place in the World                                  | آرتور آریستاکیسیان  | روسیه    |
| جایزه ویژه هیئت داوران          | جایزه ویژه هیئت داوران برای بهترین فیلم تجربی و پویانمایی | Ligne de Vie                                          | سرژ آویدیکیان       | فرانسه   |
| Special Mention                 | Special Mention برای بهترین فیلم مستند                    | I Died in Childhood...                                | Georgiy Paradzhanov | روسیه    |

### جوایز جشنواره بین‌المللی فیلم زردآلوی طلایی ایروان ۲۰۰۵
| رده                                                                                                 | جایزه                                                                                               | فیلم                                      | کارگردان                               | کشور                          |
| --------------------------------------------------------------------------------------------------- | --------------------------------------------------------------------------------------------------- | ----------------------------------------- | -------------------------------------- | ----------------------------- |
| بخش رقابتی فیلم بلند بین‌المللی                                                                      | زردآلوی طلایی برای بهترین فیلم سینمایی                                                              | خورشید                                    | الکساندر سوکوروف                       | روسیه، ایتالیا، سوئیس، فرانسه |
| بخش رقابتی فیلم بلند بین‌المللی                                                                      | زردآلوی نقره‌ای ویژه برای بهترین فیلم سینمایی                                                        | ۴                                         | ایلیا خرژانوفسکی                       | روسیه                         |
| بخش رقابتی فیلم بلند بین‌المللی                                                                      | زردآلوی نقره‌ای ویژه برای بهترین فیلم سینمایی                                                        | Los Muertos (مردگان)                      | لیساندرو آلونسو                        | آرژانتین، هلند، فرانسه        |
| بخش رقابتی فیلم بلند بین‌المللی                                                                      | Jury Special Mention                                                                                | Paradise Girls                            | Fow Pyng Hu                            | هلند                          |
| بخش رقابتی فیلم مستند بین‌المللی                                                                     | زردآلوی طلایی برای بهترین فیلم مستند                                                                | سه اتاق برای اندوه                        | پیریو هونکاسالو                        | فنلاند، سوئد، دانمارک، آلمان  |
| بخش رقابتی فیلم مستند بین‌المللی                                                                     | زردآلوی نقره‌ای ویژه برای بهترین فیلم مستند                                                          | Moskatchka                                | Annett Schutz                          | لتونی، آلمان                  |
| بخش رقابتی فیلم مستند بین‌المللی                                                                     | زردآلوی نقره‌ای ویژه برای بهترین فیلم مستند                                                          | Oh! Man                                   | Yervant Gianikian, Angela Ricci Lucchi | ایتالیا                       |
| بخش رقابتی پانورامای ارمنی                                                                          | زردآلوی طلایی برای بهترین فیلم ارمنی                                                                | Hammer & Flame                            | واهان پیلیکیان                         | بریتانیا                      |
| بخش رقابتی پانورامای ارمنی                                                                          | زردآلوی طلایی برای بهترین فیلم ارمنی                                                                | Under the Open Sky                        | آرمن یریتسیان                          | ارمنستان                      |
| بخش رقابتی پانورامای ارمنی                                                                          | زردآلوی طلایی برای بهترین فیلم ارمنی                                                                | The Road                                  | نایرا مورادیان                         | ارمنستان                      |
| بخش رقابتی پانورامای ارمنی                                                                          | دیپلم هیئت ژوری                                                                                     | Born in Fire                              | سورن تر-گریگوریان                      | ارمنستان                      |
| بخش رقابتی پانورامای ارمنی                                                                          | دیپلم هیئت ژوری                                                                                     | Planet Zorthian                           | یان، Sevag Vrej, یان، لیزا چاکماکیان   | ایالات متحده آمریکا           |
| بخش رقابتی پانورامای ارمنی                                                                          | دیپلم هیئت ژوری                                                                                     | One Balloon                               | یان، Aruna Naimji                      | ایالات متحده آمریکا           |
| بخش رقابتی پانورامای ارمنی                                                                          | دیپلم هیئت ژوری                                                                                     | One Fine Morning (Un Beau Matin)          | سرژ آویدیکیان                          | France                        |
| سکه نقره‌ای پاراجانف - جایزه یک‌عمر دستاورد                                                           | سکه نقره‌ای پاراجانف - جایزه یک‌عمر دستاورد                                                           | سکه نقره‌ای پاراجانف - جایزه یک‌عمر دستاورد | عباس کیارستمی                          | ایران                         |
| سکه نقره‌ای پاراجانف - جایزه یک‌عمر دستاورد                                                           | سکه نقره‌ای پاراجانف - جایزه یک‌عمر دستاورد                                                           | سکه نقره‌ای پاراجانف - جایزه یک‌عمر دستاورد | کشیشتف زانوسی                          | لهستان                        |
| سکه نقره‌ای پاراجانف - جایزه یک‌عمر دستاورد                                                           | سکه نقره‌ای پاراجانف - جایزه یک‌عمر دستاورد                                                           | سکه نقره‌ای پاراجانف - جایزه یک‌عمر دستاورد | نیکیتا میخالکوف                        | روسیه                         |
| Prize of the Armenian Filmmakers Union for the Best Director                                        | Prize of the Armenian Filmmakers Union for the Best Director                                        | Long Gone (Documentary)                   | Jack Cahil                             | ایالات متحده آمریکا           |
| Prizes of the Armenian Association of Film Critics and Cinema Journalists for the Best Feature Film | Prizes of the Armenian Association of Film Critics and Cinema Journalists for the Best Feature Film | پدرم مهندس است                            | روبر گدیگیان                           | France                        |
| Prizes of the Armenian Association of Film Critics and Cinema Journalists for the Best Feature Film | Prizes of the Armenian Association of Film Critics and Cinema Journalists for the Best Feature Film | در انتظار ابرها                           | یشیم اوستااوغلو                        | ترکیه                         |
| Hrant Matevosyan Fund Prix for the Best Script in Armenian Panorama                                 | Hrant Matevosyan Fund Prix for the Best Script in Armenian Panorama                                 | The Road                                  | نایرا مورادیان                         | ارمنستان                      |

### جوایز جشنواره بین‌المللی فیلم زردآلوی طلایی ایروان ۲۰۰۶
| رده                                                       | جایزه                                                     | فیلم                                      | کارگردان        | کشور                           |
| --------------------------------------------------------- | --------------------------------------------------------- | ----------------------------------------- | --------------- | ------------------------------ |
| بخش رقابتی فیلم بلند بین‌المللی                            | زردآلوی طلایی برای بهترین فیلم سینمایی                    | سه دوران                                  | هو شیائو-شین    | تایوان، جمهوری خلق چین، فرانسه |
| بخش رقابتی فیلم بلند بین‌المللی                            | زردآلوی نقره‌ای ویژه برای بهترین فیلم سینمایی              | The Legend of Time                        | ایساکی لاکوئستا | اسپانیا                        |
| بخش رقابتی فیلم بلند بین‌المللی                            | زردآلوی نقره‌ای ویژه برای بهترین فیلم سینمایی              | Trip To Armenia (Le voyage en Arménie)    | روبر گدیگیان    | فرانسه                         |
| بخش رقابتی فیلم مستند بین‌المللی                           | زردآلوی طلایی برای بهترین فیلم مستند                      | مرگ کارگر                                 | میشائل گلاووگر  | اتریش                          |
| بخش رقابتی فیلم مستند بین‌المللی                           | زردآلوی نقره‌ای ویژه برای بهترین فیلم مستند                | Estamira                                  | Marcos Prado    | برزیل                          |
| بخش رقابتی فیلم مستند بین‌المللی                           | Jury Special Mention                                      | Ljudmila & Anatolij                       | Gunnar Bergdahl | سوئد                           |
| بخش رقابتی پانورامای ارمنی                                | زردآلوی طلایی برای بهترین فیلم ارمنی                      | The Dwellers of Forgotten Islands         | هراند هاکوبیان  | ارمنستان                       |
| Jury Special Mention                                      | جایزه دستاورد یک عمر پسامرگ                               | جایزه دستاورد یک عمر پسامرگ               | Ara Vahuni      | ارمنستان                       |
| سکه نقره‌ای پاراجانف - جایزه یک‌عمر دستاورد                 | سکه نقره‌ای پاراجانف - جایزه یک‌عمر دستاورد                 | سکه نقره‌ای پاراجانف - جایزه یک‌عمر دستاورد | آرتاوازد پلشیان | ارمنستان                       |
| سکه نقره‌ای پاراجانف - جایزه یک‌عمر دستاورد                 | سکه نقره‌ای پاراجانف - جایزه یک‌عمر دستاورد                 | سکه نقره‌ای پاراجانف - جایزه یک‌عمر دستاورد | مارکو بلوکیو    | ایتالیا                        |
| سکه نقره‌ای پاراجانف - جایزه یک‌عمر دستاورد                 | سکه نقره‌ای پاراجانف - جایزه یک‌عمر دستاورد                 | سکه نقره‌ای پاراجانف - جایزه یک‌عمر دستاورد | تونینو گوئرا    | ایتالیا                        |
| سکه نقره‌ای پاراجانف - جایزه یک‌عمر دستاورد                 | سکه نقره‌ای پاراجانف - جایزه یک‌عمر دستاورد                 | سکه نقره‌ای پاراجانف - جایزه یک‌عمر دستاورد | محسن مخملباف    | ایران                          |
| سکه نقره‌ای پاراجانف - جایزه یک‌عمر دستاورد                 | سکه نقره‌ای پاراجانف - جایزه یک‌عمر دستاورد                 | سکه نقره‌ای پاراجانف - جایزه یک‌عمر دستاورد | گادفری رجیو     | ایالات متحده آمریکا            |
| Awards for Emerging Filmmakers                            | Awards for Emerging Filmmakers                            | The Genocide in Me                        | آراز آرتینیان   | کانادا                         |
| Awards for Emerging Filmmakers                            | Awards for Emerging Filmmakers                            | My Name is Happiness                      | وارطان هاکوبیان | روسیه                          |
| Awards for Emerging Filmmakers                            | Awards for Emerging Filmmakers                            | فانوس دریایی                              | ماریا ساکیان    | روسیه، ارمنستان                |
| جایزه انجمن منتقدان فیلم و روزنامه‌نگاران سینمایی ارمنستان | جایزه انجمن منتقدان فیلم و روزنامه‌نگاران سینمایی ارمنستان | تابستان در برلین                          | آندریاس درسن    | آلمان                          |
| جایزه انجمن منتقدان فیلم و روزنامه‌نگاران سینمایی ارمنستان | جایزه انجمن منتقدان فیلم و روزنامه‌نگاران سینمایی ارمنستان | Returner                                  | سرژ آویدیکیان   | فرانسه                         |

### جوایز جشنواره بین‌المللی فیلم زردآلوی طلایی ایروان ۲۰۰۷
| رده                                       | جایزه                                        | فیلم                                      | کارگردان           | کشور            |
| ----------------------------------------- | -------------------------------------------- | ----------------------------------------- | ------------------ | --------------- |
| بخش رقابتی فیلم بلند بین‌المللی            | زردآلوی طلایی برای بهترین فیلم سینمایی       | واردات/صادرات                             | اولریش زایدل       | اتریش           |
| بخش رقابتی فیلم بلند بین‌المللی            | زردآلوی نقره‌ای ویژه برای بهترین فیلم سینمایی | بَـرّ جدید                                  | امانوئله کریالسه   | ایتالیا، فرانسه |
| بخش رقابتی فیلم بلند بین‌المللی            | دیپلم هیئت ژوری                              | فلاندر                                    | برونو دومن         | فرانسه          |
| بخش رقابتی فیلم مستند بین‌المللی           | زردآلوی طلایی برای بهترین فیلم مستند         | روایتی از مردم در جنگ و صلح               | وارطان هوهانیسیان  | ارمنستان        |
| بخش رقابتی فیلم مستند بین‌المللی           | زردآلوی نقره‌ای ویژه برای بهترین فیلم مستند   | The White She-Camel                       | Christiaens Xavier | بلژیک           |
| بخش رقابتی پانورامای ارمنی                | زردآلوی طلایی برای بهترین فیلم ارمنی         | فریادزنان                                 | کارلا کاراپتیان    | بریتانیا        |
| بخش رقابتی پانورامای ارمنی                | جایزه وِیژه زردآلوی نقره‌ای برای فیلم ارمنی    | روایتی از مردم در جنگ و صلح               | وارطان هوهانیسیان  | ارمنستان        |
| بخش رقابتی پانورامای ارمنی                | دیپلم هیئت ژوری                              | نقاشی دیواری                              | ایگور آپاسیان      | روسیه           |
| بخش رقابتی پانورامای ارمنی                | دیپلم هیئت ژوری                              | Seven Indian Boys                         | آشوت مکرتچیان      | ارمنستان        |
| سکه نقره‌ای پاراجانف - جایزه یک‌عمر دستاورد | سکه نقره‌ای پاراجانف - جایزه یک‌عمر دستاورد    | سکه نقره‌ای پاراجانف - جایزه یک‌عمر دستاورد | برادران تاویانی    | ایتالیا         |
| فدراسیون بین‌المللی منتقدان فیلم           | فدراسیون بین‌المللی منتقدان فیلم              | روایتی از مردم در جنگ و صلح               | وارطان هوهانیسیان  | ارمنستان        |
| Ecumenical Jury Awards                    | Ecumenical Jury Awards                       | روایتی از مردم در جنگ و صلح               | وارطان هوهانیسیان  | ارمنستان        |
| Ecumenical Jury Awards                    | Ecumenical Jury Awards                       | فریادزنان                                 | کارلا کاراپتیان    | بریتانیا        |
| Wishing-Tree Prize                        | Wishing-Tree Prize                           | Dinner Time                               | گور باغداساریان    | ارمنستان        |

### جوایز جشنواره بین‌المللی فیلم زردآلوی طلایی ایروان ۲۰۰۸
| رده                                                           | جایزه                                                         | فیلم                                                          | کارگردان            | کشور                                      |
| ------------------------------------------------------------- | ------------------------------------------------------------- | ------------------------------------------------------------- | ------------------- | ----------------------------------------- |
| بخش رقابتی فیلم بلند بین‌المللی                                | زردآلوی طلایی برای بهترین فیلم سینمایی                        | پری دریایی                                                    | آنا ملیکیان         | روسیه                                     |
| بخش رقابتی فیلم بلند بین‌المللی                                | زردآلوی نقره‌ای ویژه برای بهترین فیلم سینمایی                  | درخت لیمو                                                     | اران ریکلیس         | اسرائیل، فرانسه، آلمان                    |
| بخش رقابتی فیلم بلند بین‌المللی                                | زردآلوی نقره‌ای ویژه برای بهترین فیلم سینمایی                  | شهرک شگفت‌آور                                                  | آدیتیا آسارات       | تایلند                                    |
| بخش رقابتی فیلم بلند بین‌المللی                                | دیپلم هیئت ژوری                                               | End of the Earth                                              | Abolfazl Saffary    | ایران                                     |
| بخش رقابتی فیلم مستند بین‌المللی                               | زردآلوی طلایی برای بهترین فیلم مستند                          | Women See Lot of Things                                       | Meira Asher         | هلند                                      |
| بخش رقابتی فیلم مستند بین‌المللی                               | زردآلوی نقره‌ای ویژه برای بهترین فیلم مستند                    | Lakshmi and Me                                                | Nishtha Jain        | هند، ایالات متحده آمریکا، فنلاند، دانمارک |
| بخش رقابتی پانورامای ارمنی                                    | زردآلوی طلایی برای بهترین فیلم ارمنی                          | ساعت آبی‌رنگ                                                   | اریک نازاریان       | ایالات متحده آمریکا                       |
| بخش رقابتی پانورامای ارمنی                                    | جایزه وِیژه زردآلوی نقره‌ای برای فیلم ارمنی                     | Gata                                                          | دیانا مکرتچیان      | روسیه                                     |
| بخش رقابتی پانورامای ارمنی                                    | دیپلم هیئت ژوری                                               | Jrarat, Miniatures                                            | ماریام اوهانیان     | ارمنستان                                  |
| Parajanov's Thaler - Tribute to                               | Parajanov's Thaler - Tribute to                               | Parajanov's Thaler - Tribute to                               | میکل‌آنجلو آنتونیونی | ایتالیا                                   |
| سکه نقره‌ای پاراجانف - جایزه یک‌عمر دستاورد                     | سکه نقره‌ای پاراجانف - جایزه یک‌عمر دستاورد                     | سکه نقره‌ای پاراجانف - جایزه یک‌عمر دستاورد                     | ویم وندرس           | آلمان                                     |
| سکه نقره‌ای پاراجانف - جایزه یک‌عمر دستاورد                     | سکه نقره‌ای پاراجانف - جایزه یک‌عمر دستاورد                     | سکه نقره‌ای پاراجانف - جایزه یک‌عمر دستاورد                     | داریوش مهرجویی      | ایران                                     |
| Special Silver Apricot - Pour l’Audance Artistique et Humaine | Special Silver Apricot - Pour l’Audance Artistique et Humaine | Special Silver Apricot - Pour l’Audance Artistique et Humaine | کاترین بریا         | فرانسه                                    |
| فدراسیون بین‌المللی منتقدان فیلم                               | فدراسیون بین‌المللی منتقدان فیلم                               | My Marlon and Brando                                          | Huseyin Karabey     | ترکیه                                     |
| Ecumenical Jury Award                                         | Ecumenical Jury Award                                         | ساعت آبی‌رنگ                                                   | اریک نازاریان       | ایالات متحده آمریکا                       |
| دیپلم هیئت ژوری                                               | دیپلم هیئت ژوری                                               | My Marlon and Brando                                          | Huseyin Karabey     | ترکیه                                     |

### جوایز جشنواره بین‌المللی فیلم زردآلوی طلایی ایروان ۲۰۰۹
| رده                             | جایزه                                        | فیلم                    | کارگردان        | کشور                |
| ------------------------------- | -------------------------------------------- | ----------------------- | --------------- | ------------------- |
| بخش رقابتی فیلم بلند بین‌المللی  | زردآلوی طلایی برای بهترین فیلم سینمایی       | ساحل دیگر               | گیورگی اواشویلی | گرجستان، قزاقستان   |
| بخش رقابتی فیلم بلند بین‌المللی  | زردآلوی نقره‌ای ویژه برای بهترین فیلم سینمایی | خراش                    | میخاو روسا      | لهستان              |
| بخش رقابتی فیلم بلند بین‌المللی  | دیپلم هیئت ژوری                              | پاییز                   | اوزجان آلپر     | ترکیه، آلمان        |
| بخش رقابتی فیلم مستند بین‌المللی | زردآلوی طلایی برای بهترین فیلم مستند         | میانمار وی‌جی            | آنرس اوسترگارد  | دانمارک             |
| بخش رقابتی فیلم مستند بین‌المللی | زردآلوی نقره‌ای ویژه برای بهترین فیلم مستند   | The Living              | Sergey Bukovsky | اوکراین             |
| بخش رقابتی فیلم مستند بین‌المللی | Jury Special Mention                         | ابرمردان ماله‌گوان       | فائزه احمد خان  | هند، سنگاپور، ژاپن  |
| بخش رقابتی پانورامای ارمنی      | زردآلوی طلایی برای بهترین فیلم ارمنی         | With Love and Gratitude | آرکا مانوکیان   | ارمنستان            |
| بخش رقابتی پانورامای ارمنی      | دیپلم هیئت ژوری                              | Caucasian Niece         | لوون کالانتار   | ارمنستان            |
| بخش رقابتی پانورامای ارمنی      | دیپلم هیئت ژوری                              | A World of Our Own      | فردریک بالکجیان | فرانسه              |
| جایزه ویژه "استاد"              | جایزه ویژه "استاد"                           | جایزه ویژه "استاد"      | کوهی اوگوری     | ژاپن                |
| جایزه ویژه "استاد"              | جایزه ویژه "استاد"                           | جایزه ویژه "استاد"      | راب نیلسون      | ایالات متحده آمریکا |
| جایزه ویژه "استاد"              | جایزه ویژه "استاد"                           | جایزه ویژه "استاد"      | Sergei Solovyov | روسیه               |
| فدراسیون بین‌المللی منتقدان فیلم | فدراسیون بین‌المللی منتقدان فیلم              | پاییز                   | اوزجان آلپر     | ترکیه، آلمان        |
| Ecumenical Jury Award           | Ecumenical Jury Award                        | ساحل دیگر               | گیورگی اواشویلی | گرجستان، قزاقستان   |

### جوایز جشنواره بین‌المللی فیلم زردآلوی طلایی ایروان ۲۰۱۰
| رده                                              | جایزه                                            | فیلم                                             | کارگردان                      | کشور                                  |
| ------------------------------------------------ | ------------------------------------------------ | ------------------------------------------------ | ----------------------------- | ------------------------------------- |
| بخش رقابتی فیلم بلند بین‌المللی                   | زردآلوی طلایی برای بهترین فیلم سینمایی           | کیهان                                            | رها اردم                      | ترکیه، بلغارستان                      |
| بخش رقابتی فیلم بلند بین‌المللی                   | زردآلوی نقره‌ای ویژه برای بهترین فیلم سینمایی     | شادی من                                          | سرگئی لوزنیتسا                | اوکراین، آلمان، هلند                  |
| بخش رقابتی فیلم مستند بین‌المللی                  | زردآلوی طلایی برای بهترین فیلم مستند             | Together                                         | Pavel Kostomarov              | روسیه                                 |
| بخش رقابتی فیلم مستند بین‌المللی                  | زردآلوی نقره‌ای ویژه برای بهترین فیلم مستند       | The Woman With Five Elephants                    | Vadim Jendreyko               | آلمان، سوئیس                          |
| بخش رقابتی پانورامای ارمنی                       | زردآلوی طلایی برای بهترین فیلم ارمنی             | The Last Tightrope Dancer in Armenia             | آرمان یریتسیان، اینا ساهاکیان | ارمنستان                              |
| بخش رقابتی پانورامای ارمنی                       | جایزه وِیژه زردآلوی نقره‌ای برای فیلم ارمنی        | Down Here                                        | کومس شاهبازیان                | بلژیک، فرانسه                         |
| بخش رقابتی پانورامای ارمنی                       | Jury Special Mention                             | Uncle Valya                                      | نیکلای داوتیان                | ارمنستان                              |
| Parajanov's Thaler - Tribute to                  | Parajanov's Thaler - Tribute to                  | Parajanov's Thaler - Tribute to                  | آنری ورنوی                    | ارمنستان، فرانسه                      |
| Parajanov's Thaler - Lifetime Achievement Award" | Parajanov's Thaler - Lifetime Achievement Award" | Parajanov's Thaler - Lifetime Achievement Award" | تئو آنگلوپولوس                | یونان                                 |
| Parajanov's Thaler - Lifetime Achievement Award" | Parajanov's Thaler - Lifetime Achievement Award" | Parajanov's Thaler - Lifetime Achievement Award" | کلودیا کاردیناله              | ایتالیا                               |
| جایزه ویژه "استاد"                               | جایزه ویژه "استاد"                               | جایزه ویژه "استاد"                               | کلر دنی                       | فرانسه                                |
| جایزه ویژه "استاد"                               | جایزه ویژه "استاد"                               | جایزه ویژه "استاد"                               | فریدریک ثور فریدریکسون        | ایسلند                                |
| جایزه ویژه "استاد"                               | جایزه ویژه "استاد"                               | جایزه ویژه "استاد"                               | لی چانگ-دونگ                  | کره جنوبی                             |
| جایزه ویژه "استاد"                               | جایزه ویژه "استاد"                               | جایزه ویژه "استاد"                               | استانیسلاو گوواروخین          | روسیه                                 |
| فدراسیون بین‌المللی منتقدان فیلم                  | فدراسیون بین‌المللی منتقدان فیلم                  | On the Path                                      | یاسمیلا ژبانیچ                | بوسنی و هرزگوین، اتریش، کرواسی، آلمان |
| Ecumenical Jury Award                            | Ecumenical Jury Award                            | Don’t Look in the Mirror                         | سورن بابایان                  | ارمنستان                              |
| دیپلم هیئت ژوری                                  | دیپلم هیئت ژوری                                  | How I Ended This Summer                          | الکسی پوپگربسکی               | روسیه                                 |
| British Council Award                            | British Council Award                            | Lernavan                                         | مارات سارگسیان                | لیتوانی                               |
| جایزه هراند ماتئوسیان                            |                                                  | Lernavan                                         | مارات سارگسیان                | لیتوانی                               |

### جوایز جشنواره بین‌المللی فیلم زردآلوی طلایی ایروان ۲۰۱۱
| رده                                             | جایزه                                           | فیلم                                            | کارگردان                                    | کشور                                |
| ----------------------------------------------- | ----------------------------------------------- | ----------------------------------------------- | ------------------------------------------- | ----------------------------------- |
| بخش رقابتی فیلم بلند بین‌المللی                  | زردآلوی طلایی برای بهترین فیلم سینمایی          | جدایی نادر از سیمین                             | اصغر فرهادی                                 | ایران                               |
| بخش رقابتی فیلم بلند بین‌المللی                  | زردآلوی نقره‌ای ویژه برای بهترین فیلم سینمایی    | The Journals of Musan                           | پارک جونگ-بوم                               | کره جنوبی                           |
| بخش رقابتی فیلم بلند بین‌المللی                  | Jury Special Prize                              | پاداش                                           | Paula Markovitch                            | مکزیک، فرانسه، لهستان، آلمان        |
| بخش رقابتی فیلم مستند بین‌المللی                 | زردآلوی طلایی برای بهترین فیلم مستند            | The World According to Ion B.                   | Alexander Nanau                             | روسیه                               |
| بخش رقابتی فیلم مستند بین‌المللی                 | زردآلوی نقره‌ای ویژه برای بهترین فیلم مستند      | Summer Pasture                                  | Lynn True, Nelson Walker III, Tsering Perlo | ایالات متحده آمریکا، جمهوری خلق چین |
| بخش رقابتی فیلم مستند بین‌المللی                 | Jury Special Mention                            | Magnificent Nothing                             | Ahmad Seyedkeshmiri                         | ایران                               |
| بخش رقابتی پانورامای ارمنی                      | زردآلوی طلایی برای بهترین فیلم ارمنی            | Loading My Life                                 | Haroutyun Shatyan                           | ارمنستان                            |
| بخش رقابتی پانورامای ارمنی                      | جایزه وِیژه زردآلوی نقره‌ای برای فیلم ارمنی       | The Spaceship                                   | امیل مکرتچیان                               | سوئد                                |
| بخش رقابتی پانورامای ارمنی                      | Jury Special Mention                            | The Last Hippie of the Pink City                | Anastasia Popova                            | روسیه                               |
| Apricot Stone                                   | زردآلوی طلایی                                   | Glasgow                                         | Piotr Subbotko                              | لهستان                              |
| Apricot Stone                                   | Jury Special Mention                            | Bicycle                                         | Serhat Karaaslan                            | ترکیه                               |
| Parajanov's Thaler - Lifetime Achievement Award | Parajanov's Thaler - Lifetime Achievement Award | Parajanov's Thaler - Lifetime Achievement Award | بلا تار                                     | مجارستان                            |
| Parajanov's Thaler - Lifetime Achievement Award | Parajanov's Thaler - Lifetime Achievement Award | Parajanov's Thaler - Lifetime Achievement Award | فنی اردان                                   | فرانسه                              |
| Parajanov's Thaler - Lifetime Achievement Award | Parajanov's Thaler - Lifetime Achievement Award | Parajanov's Thaler - Lifetime Achievement Award | رومن بالایان                                | اوکراین                             |
| جایزه ویژه "استاد"                              | جایزه ویژه "استاد"                              | جایزه ویژه "استاد"                              | نوری بیلگه جیلان                            | ترکیه                               |
| جایزه ویژه "استاد"                              | جایزه ویژه "استاد"                              | جایزه ویژه "استاد"                              | ویچخ مارچفسکی                               | لهستان                              |
| جایزه ویژه "استاد"                              | جایزه ویژه "استاد"                              | جایزه ویژه "استاد"                              | آلکسی اوچیتیل                               | روسیه                               |
| فدراسیون بین‌المللی منتقدان فیلم                 | فدراسیون بین‌المللی منتقدان فیلم                 | Mandoo                                          | Ebrahim Saeedi                              | عراق                                |
| Ecumenical Jury Award                           | Ecumenical Jury Award                           | Europolis                                       | Cornel Gheorghita                           | رومانی، فرانسه                      |
| Jury Commendation                               | Jury Commendation                               | Steel Gates                                     | Armen Khachatryan                           | ارمنستان                            |
| Armenian National Film Academy Award            | Armenian National Film Academy Award            | پاداش                                           | Paula Markovitch                            | مکزیک، فرانسه، لهستان، آلمان        |
| جایزه اتحادیه فیلم‌برداران ارمنستان              | جایزه اتحادیه فیلم‌برداران ارمنستان              | Loading My Life                                 | Haroutyun Shatyan                           | ارمنستان                            |
| British Council Award                           | British Council Award                           | Loading My Life                                 | Haroutyun Shatyan                           | ارمنستان                            |
| جایزه هراند ماتئوسیان                           | جایزه هراند ماتئوسیان                           | The Spaceship                                   | امیل مکرتچیان                               | سوئد                                |

### جوایز جشنواره بین‌المللی فیلم زردآلوی طلایی ایروان ۲۰۱۲[۱۷]
| رده                                                             | جایزه                                                           | فیلم                                                            | کارگردان                                                 | کشور                              |
| --------------------------------------------------------------- | --------------------------------------------------------------- | --------------------------------------------------------------- | -------------------------------------------------------- | --------------------------------- |
| بخش رقابتی فیلم بلند بین‌المللی                                  | زردآلوی طلایی برای بهترین فیلم سینمایی                          | در مه                                                           | سرگئی لوزنیتسا                                           | بلاروس، روسیه، آلمان، هلند، لتونی |
| بخش رقابتی فیلم بلند بین‌المللی                                  | زردآلوی نقره‌ای ویژه برای بهترین فیلم سینمایی                    | It Looks Pretty From a Distance                                 | Anka Sasnal, Wilhelm Sasnal                              | لهستان                            |
| بخش رقابتی فیلم مستند بین‌المللی                                 | زردآلوی طلایی برای بهترین فیلم مستند                            | پنج دوربین شکسته                                                | عماد بورنات Guy Davidi                                   | دولت فلسطین                       |
| بخش رقابتی فیلم مستند بین‌المللی                                 | زردآلوی نقره‌ای ویژه برای بهترین فیلم مستند                      | The Tundra Book. A Tale of Vukvukai, the Little Rock,           | Aleksei Vakhrushev                                       | روسیه                             |
| بخش رقابتی فیلم مستند بین‌المللی                                 | Jury Special Mention                                            | Bakhmaro                                                        | Salome Jash                                              | گرجستان، آلمان                    |
| بخش رقابتی پانورامای ارمنی                                      | Best Armenian Fiction Film - Golden Apricot                     | If Only Everyone                                                | Natalya Belyauskene                                      | ارمنستان                          |
| بخش رقابتی پانورامای ارمنی                                      | Best Armenian Documentary - Golden Apricot                      | Armenian Rhapsody                                               | Cassiana Der Haroutiounian Cesar Gananian, Gary Gananian | برزیل                             |
| بخش رقابتی پانورامای ارمنی                                      | Silver Apricot for Armenian Panorama                            | Nana                                                            | Valerie Massadian                                        | فرانسه                            |
| Apricot Stone                                                   | زردآلوی طلایی                                                   | When We Die At Night                                            | Eduardo Morotó                                           | برزیل                             |
| Apricot Stone                                                   | Jury Special Mention                                            | Insignificant Details of the Accidental Episode                 | Mikhail Mestetsky                                        | روسیه                             |
| Parajanov's Thaler - Lifetime Achievement Award"                | Parajanov's Thaler - Lifetime Achievement Award"                | Parajanov's Thaler - Lifetime Achievement Award"                | ویکتور اریسه                                             | اسپانیا                           |
| Parajanov's Thaler - Lifetime Achievement Award"                | Parajanov's Thaler - Lifetime Achievement Award"                | Parajanov's Thaler - Lifetime Achievement Award"                | آگنیشکا هولاند                                           | لهستان                            |
| Parajanov's Thaler - Lifetime Achievement Award"                | Parajanov's Thaler - Lifetime Achievement Award"                | Parajanov's Thaler - Lifetime Achievement Award"                | الدار شنگلایا                                            | گرجستان                           |
| Award of the Apostolic Church of Armenia - "Let There Be Light" | Award of the Apostolic Church of Armenia - "Let There Be Light" | Award of the Apostolic Church of Armenia - "Let There Be Light" | الکساندر سوکوروف                                         | روسیه                             |
| فدراسیون بین‌المللی منتقدان فیلم                                 | فدراسیون بین‌المللی منتقدان فیلم                                 | The First Rains of Spring                                       | Yerlan Nurmukhambetov Sano Shinju                        | ژاپن، قزاقستان                    |
| Ecumenical Jury Award                                           | Ecumenical Jury Award                                           | If Only Everyone                                                | Natalya Belyauskene                                      | ارمنستان                          |
| Jury Commendation                                               | Jury Commendation                                               | Future Lasts Forever                                            | اوزجان آلپر                                              | ترکیه                             |
| Armenian National Film Academy Award                            | Armenian National Film Academy Award                            | Grandma's Tattoos                                               | Suzanne Khardalian                                       | سوئد                              |
| British Council Award                                           | British Council Award                                           | Armenian Rhapsody                                               | Cassiana Der Haroutiounian Cesar Gananian, Gary Gananian | برزیل                             |
| جایزه اتحادیه فیلم‌برداران ارمنستان                              | جایزه اتحادیه فیلم‌برداران ارمنستان                              | With Fidel Whatever Happens                                     | Goran Radovanovic                                        | صربستان                           |
| جایزه هراند ماتئوسیان                                           | جایزه هراند ماتئوسیان                                           | Bad Father                                                      | Tigrane Avedikian                                        | فرانسه                            |

### جوایز جشنواره بین‌المللی فیلم زردآلوی طلایی ایروان ۲۰۱۳[۱۸]
| رده                                                                     | جایزه                                                                   | فیلم                                                            | کارگردان           | کشور                                    |
| ----------------------------------------------------------------------- | ----------------------------------------------------------------------- | --------------------------------------------------------------- | ------------------ | --------------------------------------- |
| بخش رقابتی فیلم بلند بین‌المللی                                          | زردآلوی طلایی برای بهترین فیلم سینمایی                                  | دایره‌ها                                                         | سرجان گلوبوویچ     | آلمان، صربستان، فرانسه، کرواسی، اسلوونی |
| بخش رقابتی فیلم بلند بین‌المللی                                          | زردآلوی نقره‌ای ویژه برای بهترین فیلم سینمایی                            | Parviz                                                          | مجید برزگر         | ایران                                   |
| بخش رقابتی فیلم بلند بین‌المللی                                          | Jury Special Mention                                                    | Araf – Somewhere In-Between                                     | یسیم اوستااوغلو    | آلمان، فرانسه، ترکیه                    |
| بخش رقابتی فیلم مستند بین‌المللی                                         | زردآلوی طلایی برای بهترین فیلم مستند                                    | The Last Black Sea Pirates                                      | Svetoslav Stoyanov | بلغارستان                               |
| بخش رقابتی فیلم مستند بین‌المللی                                         | زردآلوی نقره‌ای ویژه برای بهترین فیلم مستند                              | A World Not Ours                                                | Mahdi Fleifel      | بریتانیا                                |
| بخش رقابتی پانورامای ارمنی                                              | Best Armenian Fiction Film - Golden Apricot                             | I Am Going To Change My Name                                    | ماریا ساهاکیان     | ارمنستان، روسیه، دانمارک                |
| بخش رقابتی پانورامای ارمنی                                              | Best Armenian Documentary - Golden Apricot                              | سرزمین سارویان                                                  | Lusin Dink         | ارمنستان، فرانسه، ترکیه                 |
| Apricot Stone                                                           | زردآلوی طلایی                                                           | Welcome and… Our Condolences                                    | Leonid Prudovsky   | اسرائیل                                 |
| Apricot Stone                                                           | Jury Special Mention                                                    | مادر                                                            | Łukasz Ostalski    | لهستان                                  |
| Apricot Stone                                                           | Jury Special Mention                                                    | The Swing of the Coffin Maker                                   | Elmár Imánov       | آلمان                                   |
| Apricot Stone                                                           | دیپلم هیئت ژوری                                                         | Rhino Full Throttle                                             | Erik Schmitt       | آلمان                                   |
| Parajanov's Thaler - Lifetime Achievement Award"                        | Parajanov's Thaler - Lifetime Achievement Award"                        | Parajanov's Thaler - Lifetime Achievement Award"                | شارل آزناوور       | فرانسه، ارمنستان                        |
| Parajanov's Thaler - Lifetime Achievement Award"                        | Parajanov's Thaler - Lifetime Achievement Award"                        | Parajanov's Thaler - Lifetime Achievement Award"                | ایشتوان سابو       | مجارستان                                |
| Parajanov's Thaler - Lifetime Achievement Award"                        | Parajanov's Thaler - Lifetime Achievement Award"                        | Parajanov's Thaler - Lifetime Achievement Award"                | مارگارته فون تروتا | آلمان                                   |
| Parajanov's Thaler - Lifetime Achievement Award"                        | Parajanov's Thaler - Lifetime Achievement Award"                        | Parajanov's Thaler - Lifetime Achievement Award"                | یوس استلینگ        | هلند                                    |
| Parajanov's Thaler - Lifetime Achievement Award"                        | Parajanov's Thaler - Lifetime Achievement Award"                        | Parajanov's Thaler - Lifetime Achievement Award"                | نرسس هوهانیسیان    | ارمنستان                                |
| Special Prize Master                                                    | Special Prize Master                                                    | Special Prize Master                                            | اولریش زایدل       | اتریش                                   |
| Award of the Apostolic Church of Armenia - "Let There Be Light"         | Award of the Apostolic Church of Armenia - "Let There Be Light"         | Award of the Apostolic Church of Armenia - "Let There Be Light" | آرتاوازد پلشیان    | ارمنستان                                |
| British Council Award for the Armenian Panorama Competition             | British Council Award for the Armenian Panorama Competition             | Embers                                                          | تامارا استپانیان   | ارمنستان، لبنان، قطر                    |
| جایزه اتحادیه فیلم‌برداران ارمنستان                                      | جایزه اتحادیه فیلم‌برداران ارمنستان                                      | A Mere Life                                                     | Sanghun Park       | کره جنوبی                               |
| جایزه هراند ماتئوسیان برای بهترین فیلم‌نامه در بخش رقابت پانارومای ارمنی | جایزه هراند ماتئوسیان برای بهترین فیلم‌نامه در بخش رقابت پانارومای ارمنی | Broken Childhood                                                | Jivan Avetisyan    | ارمنستان                                |

### جوایز جشنواره بین‌المللی فیلم زردآلوی طلایی ایروان ۲۰۱۴
| رده                                                                            | جایزه                                                                          | فیلم                                                                           | کارگردان                          | کشور                                 |
| ------------------------------------------------------------------------------ | ------------------------------------------------------------------------------ | ------------------------------------------------------------------------------ | --------------------------------- | ------------------------------------ |
| بخش رقابتی فیلم بلند بین‌المللی                                                 | زردآلوی طلایی برای بهترین فیلم سینمایی                                         | قبیله                                                                          | میروسلاو اسلابوشپیتسکی            | اوکراین                              |
| بخش رقابتی فیلم بلند بین‌المللی                                                 | زردآلوی نقره‌ای ویژه برای بهترین فیلم سینمایی                                   | Blind Dates                                                                    | لوان کوگواشویلی                   | گرجستان، اوکراین                     |
| بخش رقابتی فیلم مستند بین‌المللی                                                | زردآلوی طلایی برای بهترین فیلم مستند                                           | The Stone River                                                                | Giovanni Donfrancesco             | ایتالیا، فرانسه                      |
| بخش رقابتی فیلم مستند بین‌المللی                                                | زردآلوی نقره‌ای ویژه برای بهترین فیلم مستند                                     | ویژگی دومینو                                                                   | Elwira Niewiera, Piotr Rosołowski | لهستان، آلمان                        |
| بخش رقابتی پانورامای ارمنی                                                     | زردآلوی طلایی                                                                  | Milky Brother                                                                  | واهرام مخیتاریان                  | ارمنستان لهستان                      |
| بخش رقابتی پانورامای ارمنی                                                     | زردآلوی طلایی                                                                  | تئوانیک                                                                        | جیوآن آوتیسیان                    | ارمنستان، لیتوانی                    |
| بخش رقابتی پانورامای ارمنی                                                     | زردآلوی نقره‌ای                                                                 | Romaticists                                                                    | شوغیک تادئوسیان، آرگ آزاتیان      | ارمنستان                             |
| بخش رقابتی پانورامای ارمنی                                                     | دیپلم هیئت ژوری                                                                | Please Be Normal                                                               | Haik Kocharian                    | ایالات متحده آمریکا                  |
| Apricot Stone                                                                  | زردآلوی طلایی                                                                  | Though I Know the River Is Dry                                                 | Omar Robert Hamilton              | دولت فلسطین، مصر، قطر، بریتانیا      |
| Apricot Stone                                                                  | Jury Special Prize                                                             | Red Hulk                                                                       | Assimina Proedrou                 | یونان                                |
| Parajanov's Thaler – For outstanding artistic contribution into world cinema   | Parajanov's Thaler – For outstanding artistic contribution into world cinema   | Parajanov's Thaler – For outstanding artistic contribution into world cinema   | جیا ژانکو                         | جمهوری خلق چین                       |
| Parajanov's Thaler – For outstanding artistic contribution into world cinema   | Parajanov's Thaler – For outstanding artistic contribution into world cinema   | Parajanov's Thaler – For outstanding artistic contribution into world cinema   | کیم کی-دوک                        | کره جنوبی                            |
| Parajanov's Thaler – For outstanding artistic contribution into world cinema   | Parajanov's Thaler – For outstanding artistic contribution into world cinema   | Parajanov's Thaler – For outstanding artistic contribution into world cinema   | عاموس گیتای                       | اسرائیل                              |
| Parajanov's Thaler – For outstanding artistic contribution into world cinema   | Parajanov's Thaler – For outstanding artistic contribution into world cinema   | Parajanov's Thaler – For outstanding artistic contribution into world cinema   | اوتار یوسلیانی                    | گرجستان،                             |
| Parajanov's Thaler – For outstanding contribution into world festival movement | Parajanov's Thaler – For outstanding contribution into world festival movement | Parajanov's Thaler – For outstanding contribution into world festival movement | Marco Müller                      | ایتالیا                              |
| Special Prize Master                                                           | Special Prize Master                                                           | Special Prize Master                                                           | کریستیان برگر                     | اتریش                                |
| Award of the Apostolic Church of Armenia - "Let There Be Light"                | Award of the Apostolic Church of Armenia - "Let There Be Light"                | Award of the Apostolic Church of Armenia - "Let There Be Light"                | کژیشتف زانوسی                     | لهستان                               |
| FIPRESCI Jury Award                                                            | FIPRESCI Jury Award                                                            | قبیله                                                                          | میروسلاو اسلابوشپیتسکی            | اوکراین                              |
| EcumenicalL Jury Award                                                         | EcumenicalL Jury Award                                                         | The Abode                                                                      | لوسینه سارگسیان                   | ارمنستان                             |
| تقدیر ویژه                                                                     | تقدیر ویژه                                                                     | Blind Dates                                                                    | لوان کوگواشویلی                   | گرجستان،                             |
| جایزه اتحادیه فیلم‌برداران ارمنستان                                             | جایزه اتحادیه فیلم‌برداران ارمنستان                                             | Andin: Armenian Journey Chronicles                                             | Ruben Giney                       | ارمنستان، جمهوری خلق چین، روسیه، هند |
| جایزه اتحادیه فیلم‌برداران ارمنستان                                             | جایزه اتحادیه فیلم‌برداران ارمنستان                                             | Please Be Normal                                                               | Haik Kocharian                    | ایالات متحده آمریکا                  |
| جایزه هراند ماتئوسیان برای بهترین فیلم‌نامه در بخش رقابت پانارومای ارمنی        | جایزه هراند ماتئوسیان برای بهترین فیلم‌نامه در بخش رقابت پانارومای ارمنی        | Milky Brother                                                                  | واهرام مخیتاریان                  | ارمنستان لهستان                      |
| Armen Mazmanian Special Award                                                  | Armen Mazmanian Special Award                                                  | Resurrection                                                                   | آلن مانوکیان                      | ارمنستان                             |

### جوایز جشنواره بین‌المللی فیلم زردآلوی طلایی ایروان ۲۰۱۵
| رده                                                                          | جایزه                                                                        | فیلم                                                                         | کارگردان                  | کشور                      |
| ---------------------------------------------------------------------------- | ---------------------------------------------------------------------------- | ---------------------------------------------------------------------------- | ------------------------- | ------------------------- |
| بخش رقابتی فیلم بلند بین‌المللی                                               | زردآلوی طلایی برای بهترین فیلم سینمایی                                       | آغوش ابلیس                                                                   | سیرو گرا                  | کلمبیا، آرژانتین، ونزوئلا |
| بخش رقابتی فیلم بلند بین‌المللی                                               | زردآلوی نقره‌ای ویژه برای بهترین فیلم سینمایی                                 | پایان زمستان                                                                 | Kim Dae-hwan              | کره جنوبی                 |
| بخش رقابتی فیلم بلند بین‌المللی                                               | Jury Special Mention                                                         | ایشکانول                                                                     | Jayro Bustamant           | گواتمالا، فرانسه          |
| بخش رقابتی فیلم مستند بین‌المللی                                              | زردآلوی طلایی                                                                | The Creation of Meaning                                                      | سیمونه راپیساردا کاسانووا | کانادا، ایتالیا           |
| بخش رقابتی فیلم مستند بین‌المللی                                              | زردآلوی نقره‌ای                                                               | A German Youth                                                               | ژان-گابریل پریو           | فرانسه، آلمان، سوئیس      |
| بخش رقابتی پانورامای ارمنی                                                   | زردآلوی طلایی                                                                | The Doctor                                                                   | آنا گورویان               | روسیه                     |
| بخش رقابتی پانورامای ارمنی                                                   | زردآلوی طلایی                                                                | One, Two, Three…                                                             | آرمان یریتسیان            | ارمنستان، آلمان، نروژ     |
| بخش رقابتی پانورامای ارمنی                                                   | Jury Special Mention                                                         | Back To Gürün                                                                | Adrineh Gregorian         | ارمنستان                  |
| Apricot Stone                                                                | زردآلوی طلایی                                                                | Everything Will Be Okay                                                      | پاتریک فولراث             | اتریش، آلمان              |
| Apricot Stone                                                                | Jury Special Prize                                                           | Chelleh                                                                      | Davood Khayyam            | ایران                     |
| Apricot Stone                                                                | Jury Special Mention                                                         | Family For Sale                                                              | Sébastien Petretti        | بلژیک                     |
| Parajanov's Thaler – For outstanding artistic contribution into world cinema | Parajanov's Thaler – For outstanding artistic contribution into world cinema | Parajanov's Thaler – For outstanding artistic contribution into world cinema | اورنلا موتی               | ایتالیا                   |
| Parajanov's Thaler – For outstanding artistic contribution into world cinema | Parajanov's Thaler – For outstanding artistic contribution into world cinema | Parajanov's Thaler – For outstanding artistic contribution into world cinema | ناستاسیا کینسکی           | آلمان                     |
| Special Prize Master                                                         | Special Prize Master                                                         | Special Prize Master                                                         | پاتریک شنه                | فرانسه                    |
| Award of the Apostolic Church of Armenia - "Let There Be Light"              | Award of the Apostolic Church of Armenia - "Let There Be Light"              | Award of the Apostolic Church of Armenia - "Let There Be Light"              | روبر گدیگیان              | فرانسه                    |
| FIPRESCI Jury Award                                                          | FIPRESCI Jury Award                                                          | Moskvich, my love                                                            | آرام شاهبازیان            | ارمنستان، روسیه، فرانسه   |
| Ecumenical Jury Award                                                        | Ecumenical Jury Award                                                        | Moskvich, my love                                                            | آرام شاهبازیان            | ارمنستان، روسیه، فرانسه   |
| تقدیر ویژه                                                                   | تقدیر ویژه                                                                   | Sivas                                                                        | Kaan Müjdeci              | آلمان، ترکیه              |
| جایزه هراند ماتئوسیان برای بهترین فیلم‌نامه در بخش رقابت پانارومای ارمنی      | جایزه هراند ماتئوسیان برای بهترین فیلم‌نامه در بخش رقابت پانارومای ارمنی      | The Road                                                                     | گاگیک مادویان             | ارمنستان                  |
| Audience Award                                                               | Audience Award                                                               | پناهگاه (فیلم ۲۰۱۵)                                                          | Marc Brummund             | آلمان،                    |

### جوایز جشنواره بین‌المللی فیلم زردآلوی طلایی ایروان ۲۰۱۶
| رده                                                                          | جایزه                                                                        | فیلم                                                                         | کارگردان            | کشور                  |
| ---------------------------------------------------------------------------- | ---------------------------------------------------------------------------- | ---------------------------------------------------------------------------- | ------------------- | --------------------- |
| بخش رقابتی فیلم بلند بین‌المللی                                               | زردآلوی طلایی برای بهترین فیلم سینمایی                                       | Ungiven                                                                      | برانکو اشمیت        | کرواسی                |
| بخش رقابتی فیلم بلند بین‌المللی                                               | زردآلوی نقره‌ای ویژه برای بهترین فیلم سینمایی                                 | ممیرو                                                                        | سید هادی محقق       | ایران                 |
| بخش رقابتی فیلم بلند بین‌المللی                                               | Jury Special Mention                                                         | The Prosecutor, The Defender, The Father And His Son                         | Iglika Triffonova   | بلغارستان، سوئد، هلند |
| بخش رقابتی فیلم مستند بین‌المللی                                              | زردآلوی طلایی                                                                | Across the Don                                                               | Evgeny Grigoriev    | روسیه                 |
| بخش رقابتی فیلم مستند بین‌المللی                                              | زردآلوی نقره‌ای                                                               | Don Juan                                                                     | Jerzy Sladkowski    | سوئد، فنلاند          |
| بخش رقابتی فیلم مستند بین‌المللی                                              | Jury Special Mention                                                         | Curumim                                                                      | Marcos Prado        | برزیل                 |
| بخش رقابتی پانورامای ارمنی                                                   | زردآلوی طلایی                                                                | Leopard's Silence                                                            | Viken Arménian      | فرانسه                |
| بخش رقابتی پانورامای ارمنی                                                   | زردآلوی طلایی                                                                | Good Morning                                                                 | آنا آرئوشاتیان      | ارمنستان              |
| بخش رقابتی پانورامای ارمنی                                                   | زردآلوی طلایی                                                                | Stony Paths                                                                  | Arnaud Khayadjanian | فرانسه                |
| بخش رقابتی پانورامای ارمنی                                                   | Jury Special Mention                                                         | 28:94 Local Time                                                             | داویت صافاریان      | ارمنستان، آلمان، هلند |
| Parajanov's Thaler – For outstanding artistic contribution into world cinema | Parajanov's Thaler – For outstanding artistic contribution into world cinema | Parajanov's Thaler – For outstanding artistic contribution into world cinema | ژاکلین بیست         | ایالات متحده آمریکا   |
| Parajanov's Thaler – For outstanding artistic contribution into world cinema | Parajanov's Thaler – For outstanding artistic contribution into world cinema | Parajanov's Thaler – For outstanding artistic contribution into world cinema | ژلیمیر ژیلنیک       | صربستان               |
| Parajanov's Thaler – For outstanding artistic contribution into world cinema | Parajanov's Thaler – For outstanding artistic contribution into world cinema | Parajanov's Thaler – For outstanding artistic contribution into world cinema | Ruben Gevorgyants   | ارمنستان              |
| Special Prize Master                                                         | Special Prize Master                                                         | Special Prize Master                                                         | فرد کلمن            | آلمان                 |
| Special Prize Master                                                         | Special Prize Master                                                         | Special Prize Master                                                         | Vitaly Mansky       | روسیه                 |
| Award of the Apostolic Church of Armenia - "Let There Be Light"              | Award of the Apostolic Church of Armenia - "Let There Be Light"              | Award of the Apostolic Church of Armenia - "Let There Be Light"              | رومن بالایان        | ارمنستان، اوکراین     |
| FIPRESCI Jury Award                                                          | FIPRESCI Jury Award                                                          | Ungiven                                                                      | برانکو اشمیت        | کرواسی                |
| Ecumenical Jury Award                                                        | Ecumenical Jury Award                                                        | ممیرو                                                                        | سید هادی محقق       | ایران                 |
| جایزه هراند ماتئوسیان برای بهترین فیلم‌نامه در بخش رقابت پانارومای ارمنی      | جایزه هراند ماتئوسیان برای بهترین فیلم‌نامه در بخش رقابت پانارومای ارمنی      | 28:94 Local Time                                                             | داویت صافاریان      | ارمنستان، آلمان، هلند |
| Festival's president Award                                                   | Festival's president Award                                                   | دربارهٔ عشق                                                                   | آنا ملیکیان         | روسیه                 |